# Cog (robotique)
Pour les articles homonymes, voir COG.

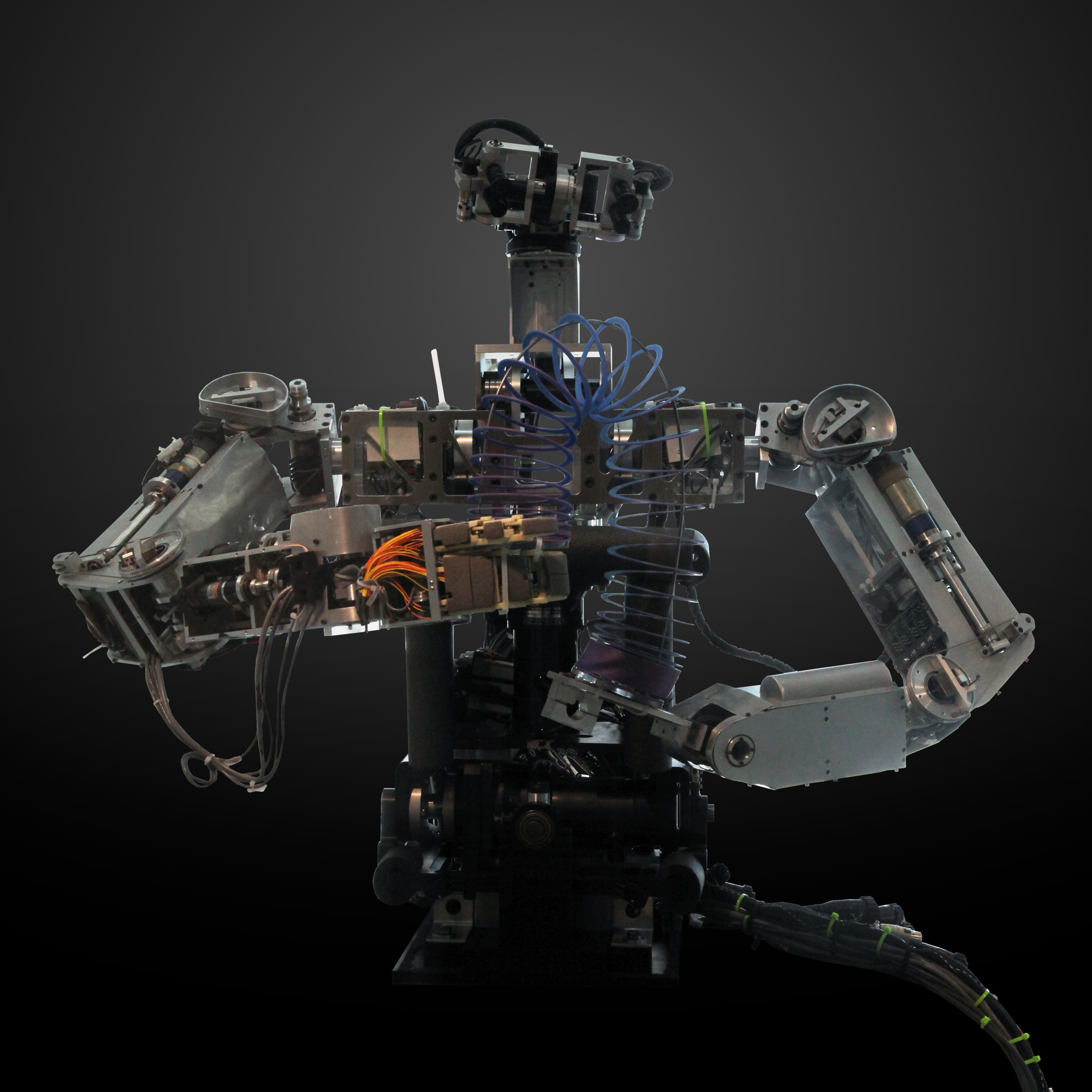
Cog exposé au MIT Museum.

Cog est le nom d'un projet de recherche du groupe robotique humanoïde HRG du Massachusetts Institute of Technology, initié vers 1993[réf. nécessaire]. Cette recherche se base sur l'hypothèse qu'une intelligence d'un niveau humain nécessite l'accumulation de l'expérience de l'interaction avec des humains, comme le font les enfants sur une longue période de temps.
Comme le comportement que Cog cherche à construire doit être approprié et social, le robot doit évoluer et apprendre dans un milieu sain dans lequel il recevra des stimuli et progressivement pourra également se comporter comme un humain dans un contexte défini. Cog est un projet de réplication du comportement humain, avec un apprentissage entièrement social, comme le font les humains.
Les développements de ce projet se sont interrompus en 2003. Depuis cette date, le robot Cog est à la retraite, au musée du Massachusetts Institute of Technology.

## But du projet Cog
Étudier la théorie des sciences cognitives et de l'intelligence artificielle (IA).

## Objectifs du projet Cog

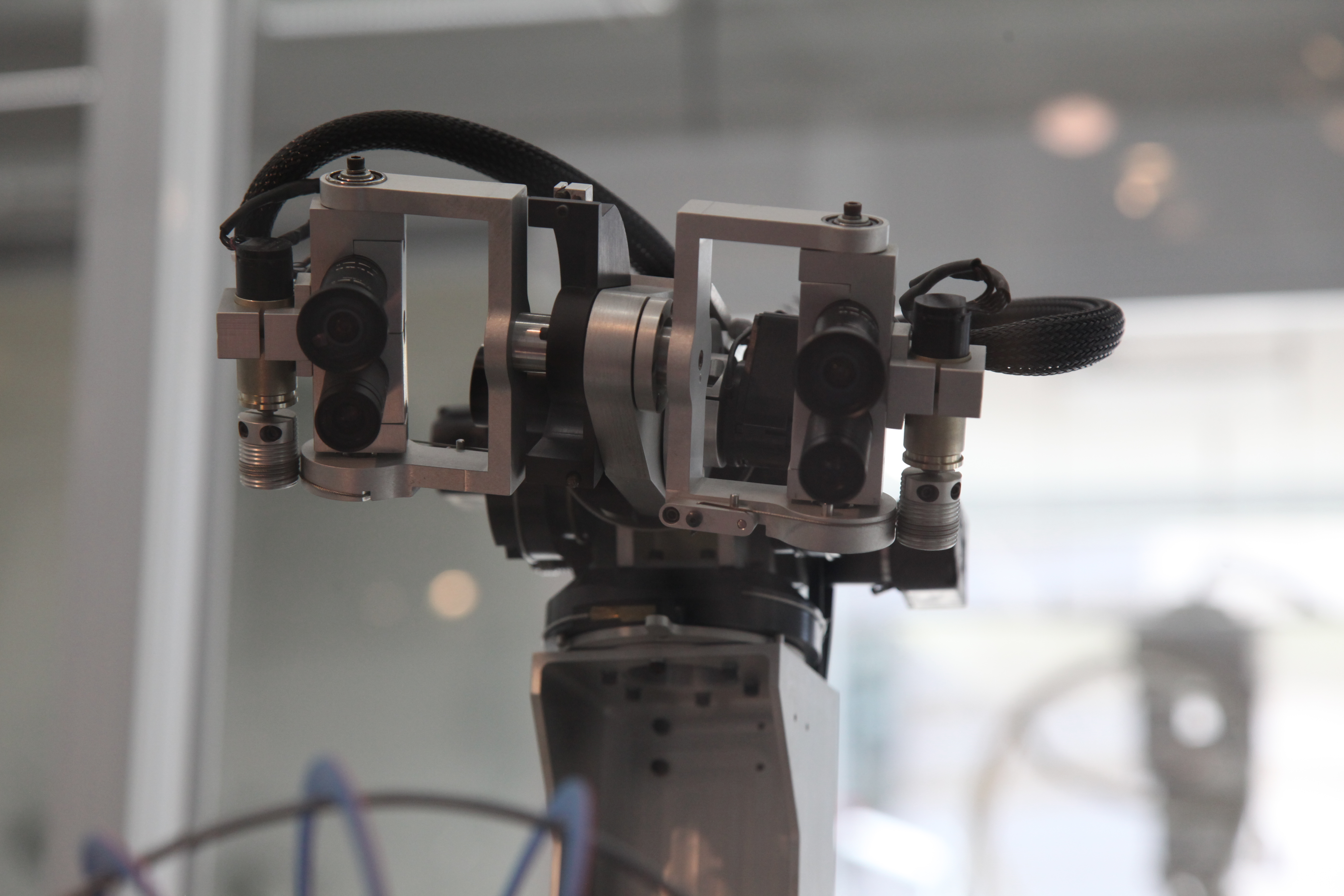
Assemblage de la tête de Cog.

- Concevoir et fabriquer un visage humanoïde qui puisse être une interface suffisante pour établir le contact entre les humains et le robot.
- Créer un robot qui serait capable d'interagir avec les humains et les objets d'une manière humaine.
- Développer un système général par lequel Cog pourra comprendre les relations entre ses commandes reçues, ses commandes envoyées, et les informations de ses senseurs (vision, proprioception principalement, et les autres sens ensuite dont le toucher.
- Améliorer l'apparence du design de l'humanoïde en utilisant des courbes et des textures qui imitent fidèlement l'apparence humaine.

## Étapes de la recherche
- Développer le visage de Cog (terminé).
- Obtenir des capacités motrices du buste, de la tête, des bras, des jambes, ainsi qu'une colonne vertébrale flexible (terminé).
- Créer la vision par des caméras vidéo, qui sont sensibles au mouvement (terminé).
- Développer l'ouïe, le toucher, la vocalisation, les mains.
- Enseigner à Cog comment ses mouvements peuvent affecter ses impulsions sensorielles entrantes.
- Apprendre à Cog à gérer son effort et à coordonner ses mouvements.

## Justifications
Le livre Philosophy in the flesh (qui peut se traduire par : « Philosophie dans la chair ») de George Lakoff et Mark Johnson (en) permet de comprendre une des motivations de la fabrication de robots humanoïdes. Lakoff et Johnson y expliquent en quoi l'intelligence humaine est dépendante de la structure de notre cerveau. Aussi en construisant des systèmes d'intelligence artificielle qui s'inspirent des traits structuraux humains, il est possible que nous augmentions nos chances d'atteindre des fonctionnalités de type humain.
Une autre raison pour fabriquer des robots d’apparence humanoïde, c'est que ces machines à l’apparence humaine pourraient avoir des interactions de type plus humain avec les humains. Cela se révélerait particulièrement important pour une machine qui devrait apprendre aux contacts d'humains, à la façon dont les enfants apprennent en interagissant avec leur groupe social.

## Notoriété médiatique
Cog est mentionné dans la minisérie télévisée Brave New World (tr) de la chaîne ABC, dans un morceau de batterie du groupe They Might Be Giants intitulé « Dan vs. Cog ».
Cog apparaît dans l'épisode « The Senses » de la série documentaire télévisée « Understanding » (en).
Cog est évoqué dans le livre de Sherry Turkle intitulé « Alone Together » (traduit en français sous le titre « Seuls ensemble »).